# Traversa (ferrovia)

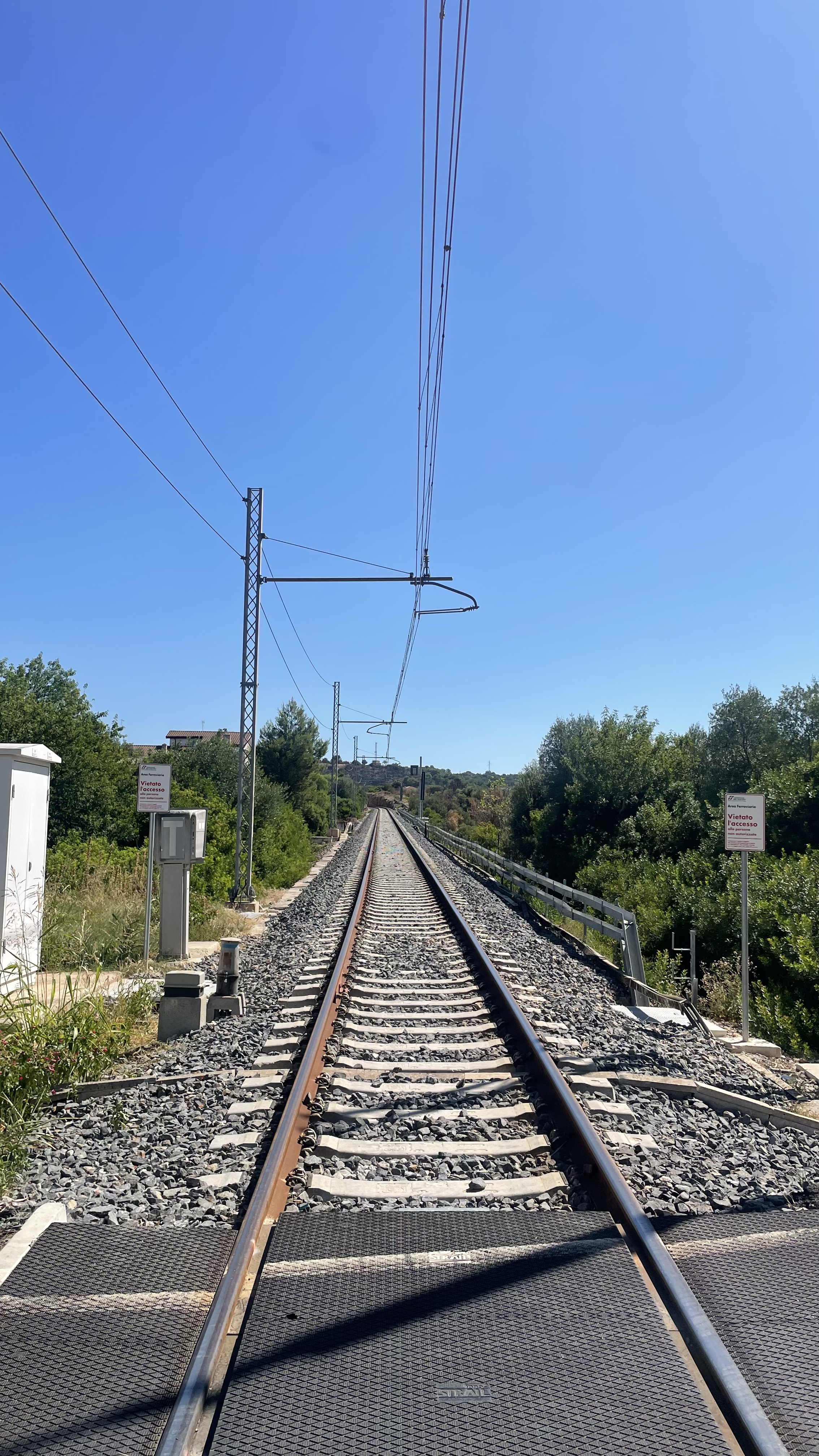
Esempio di binario classico con traverse in cemento armato precompresso (mod. RFI 230 VN)

Con traversa (nell'uso comune e gergale anche traversina) si intende quella parte del binario alla quale sono fissate le rotaie. Le traverse sono usate per realizzare le linee ferrate sulle quali circolano i treni, i tram e le metropolitane.

## L'importanza delle traverse
Le traverse sono il sistema, tradizionale e più semplice, di fissaggio dei binari che costituiscono le strade ferrate; assolvono il duplice, vitale, compito di assicurare il rispetto dello scartamento delle rotaie e di scaricare sul terreno sottostante il peso del treno che vi transita attraverso la loro maggiore superficie rispetto a quella molto minore della base della rotaia stessa. Quest'ultimo fatto è intuitivo, ed è divenuto nel tempo sempre più importante, visto l'aumento di massa delle locomotive e dei rotabili in genere ed è anche il motivo per cui la distanza tra le traverse è maggiore nelle linee secondarie o obsolete e minore in quelle più moderne e più veloci; questa distanza prende il nome di modulo. Ne consegue che il numero delle traverse impiegate nelle reti ferroviarie è molto elevato che nel passato.
Quando veniva usato soltanto il legno per farle, all'atto della costruzione di una linea era necessario impiegare un gran numero di alberi distruggendo inevitabilmente grandi estensioni di bosco. Alla fine del 2003 la quantità delle rotaie della Deutsche Bahn AG in Germania aveva una lunghezza di circa 35.600 km, posate su circa 54 milioni di traverse. Oggigiorno, con l'aumentare dell'impiego delle traverse in calcestruzzo armato precompresso è aumentata la vita utile delle traverse, diminuendo così il numero di ricambi annui necessari.

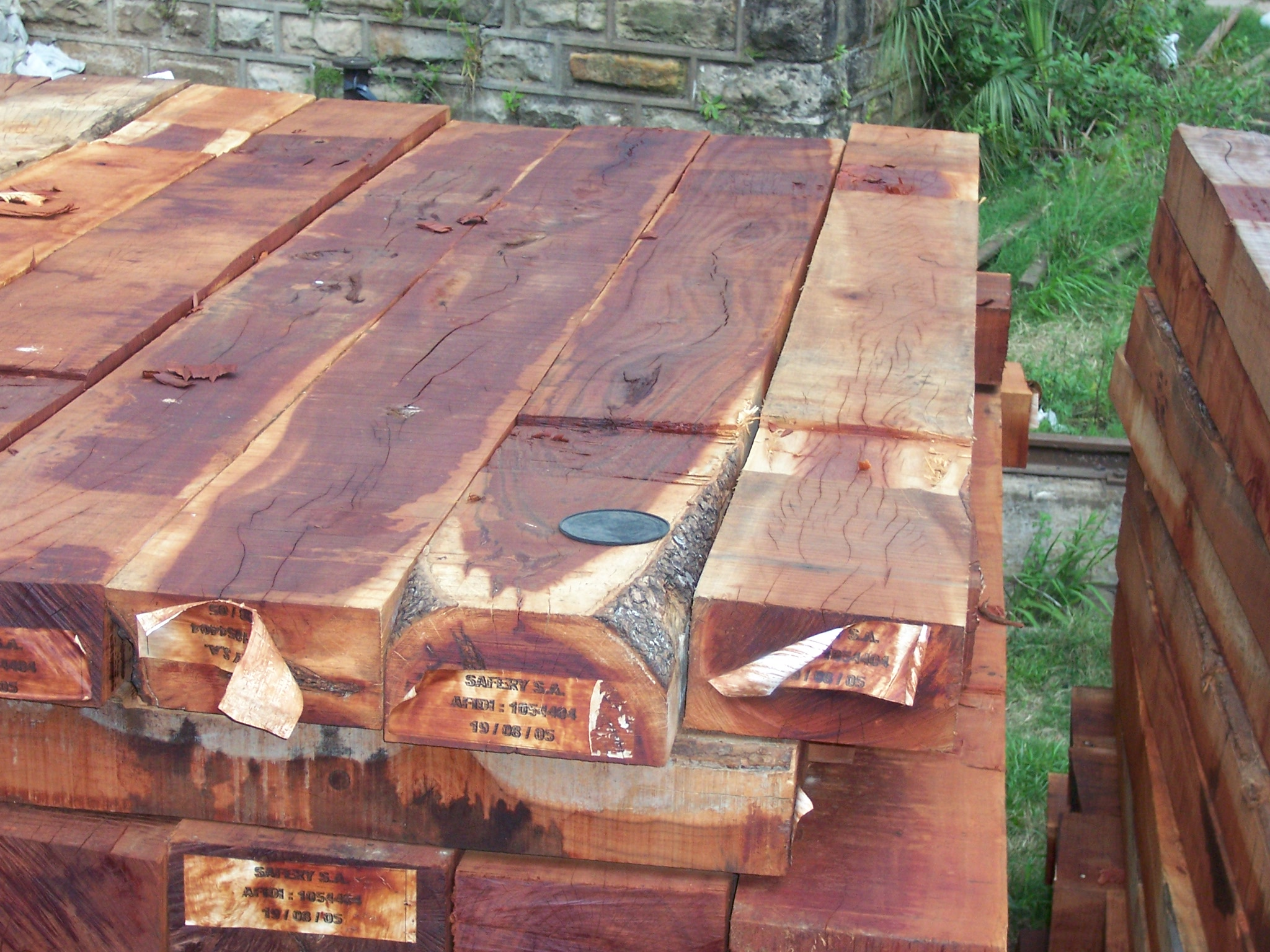
Traverse classiche in legno

Le traverse possono essere composte di:
- legno,
- ferro,
- cemento armato[3],

## Traverse di legno
Quelle in legno sono il tipo più diffuso a livello mondiale e in passato quasi esclusivo.
Le traverse di legno sono prevalentemente di faggio, di quercia, di rovere e di pino. Le traverse in legno prima di essere impiegate subiscono un trattamento che ne assicura la durabilità e l'inattaccabilità dagli insetti e dai parassiti del legno; vengono quindi impregnate con olio di catrame di carbon fossile o con creosoto anche per renderle più conservabili contro dannosi effetti ambientali. Soprattutto nei paesi tropicali si utilizzano altri tipi di legname come il teak e altri legni duri e resistenti.
Contrariamente a quanto si possa credere le traverse in legno in Italia sono ancora prodotte, ma vengono destinate prevalentemente a linee dove le condizioni climatiche e di esercizio rendono le traverse in cemento armato poco durevoli: per esempio in una zona con inverni molto rigidi o nelle vicinanze del mare dove l'aria marina, per la presenza dei cloruri e sali, facilita la corrosione del ferro che ne costituisce l'armatura interna.

## Traverse in ferro

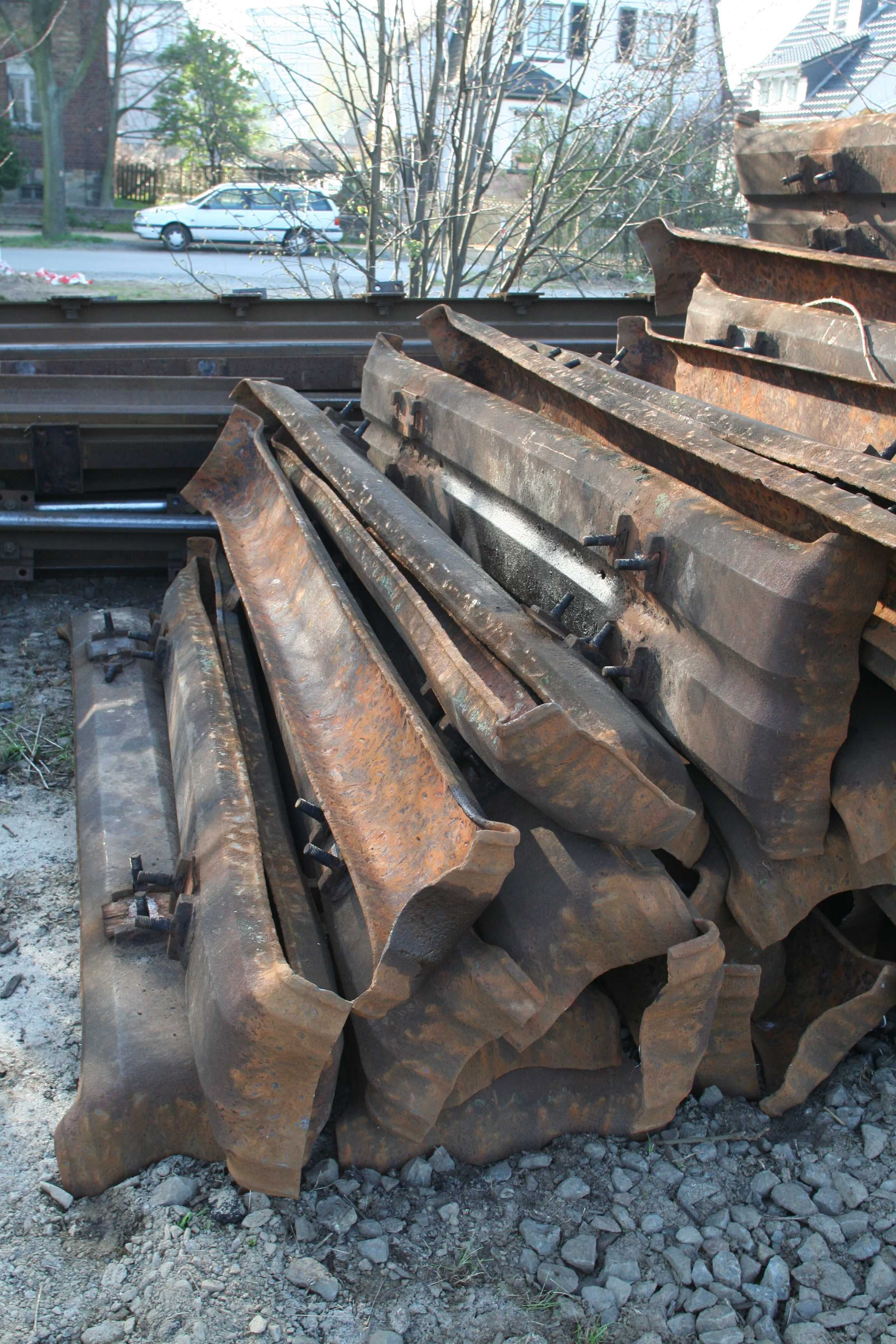
Traverse usate, in lamiera di ferro stampata.

Le traverse in ferro sono un tipo alternativo di traversa costruite per particolari esigenze di durata in condizioni difficili in cui quelle tradizionali di legno avrebbero vita breve o per ragione di costi o di approvvigionamento; generalmente sono costituite da una barra di lunghezza opportuna con sezione a "C" alla quale sono bullonate le piastre di fissaggio delle rotaie.

### Traversa a Y

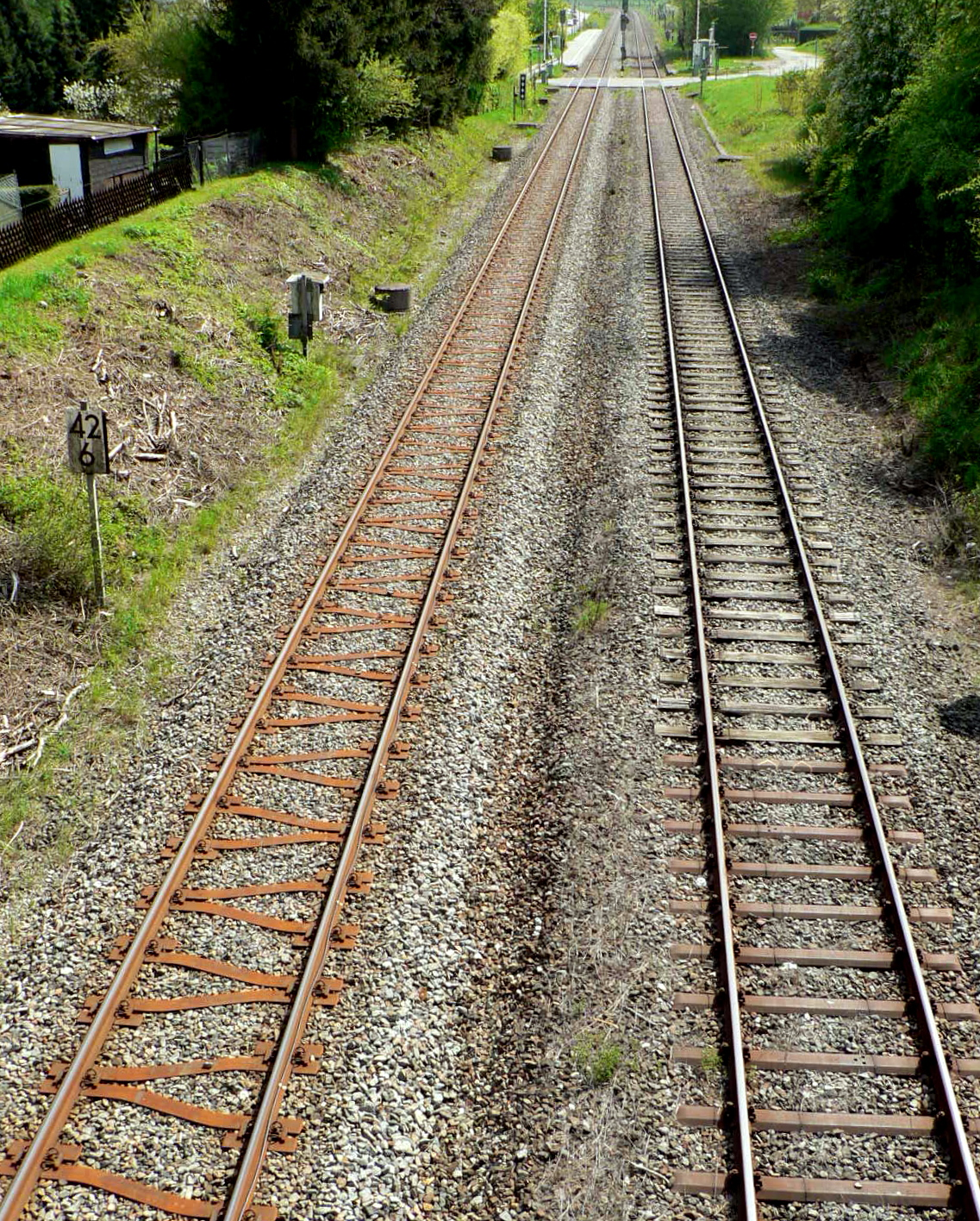
Un esempio di traversine ad Y (a sinistra) e di tipo normale (a destra)

Una forma alternativa è la traversa a Y, costituita da una coppia di barre in acciaio modellate in modo da ottenere una traversa a forma di Y. Nel binario la traversa a Y viene montata con un punto di attacco da una parte e a due punti di attacco dall'altra; la successiva in posizione inversa. 
La traversa a Y presenta il vantaggio di una minore sezione di costruzione e necessita di un pietrisco più ristretto data la migliore stabilità di posizione del binario anche nei raggi di curva più stretti e una maggiore resistenza del binario allo spostamento trasversale. Gli svantaggi sono, i costi di acquisto in costante aumento a causa degli alti prezzi dell'acciaio, e la manutenzione più costosa dato che non si adattano a tutte le moderne tecnologie meccanizzate di rinnovamento e manutenzione del binario e richiedono quindi maggior tempo in confronto ai binari a traversa classica. Inoltre non permettono velocità dei treni maggiori di 120 km/h. Su vari tratti attrezzati con traverse a Y è stata notata una forte tendenza all'ondulazione del binario con conseguente maggiore emissione sonora. Vengono quindi sempre meno utilizzate per rispettare le normative tecnico-acustiche ambientali sempre più restrittive.

### Traversa biblocco

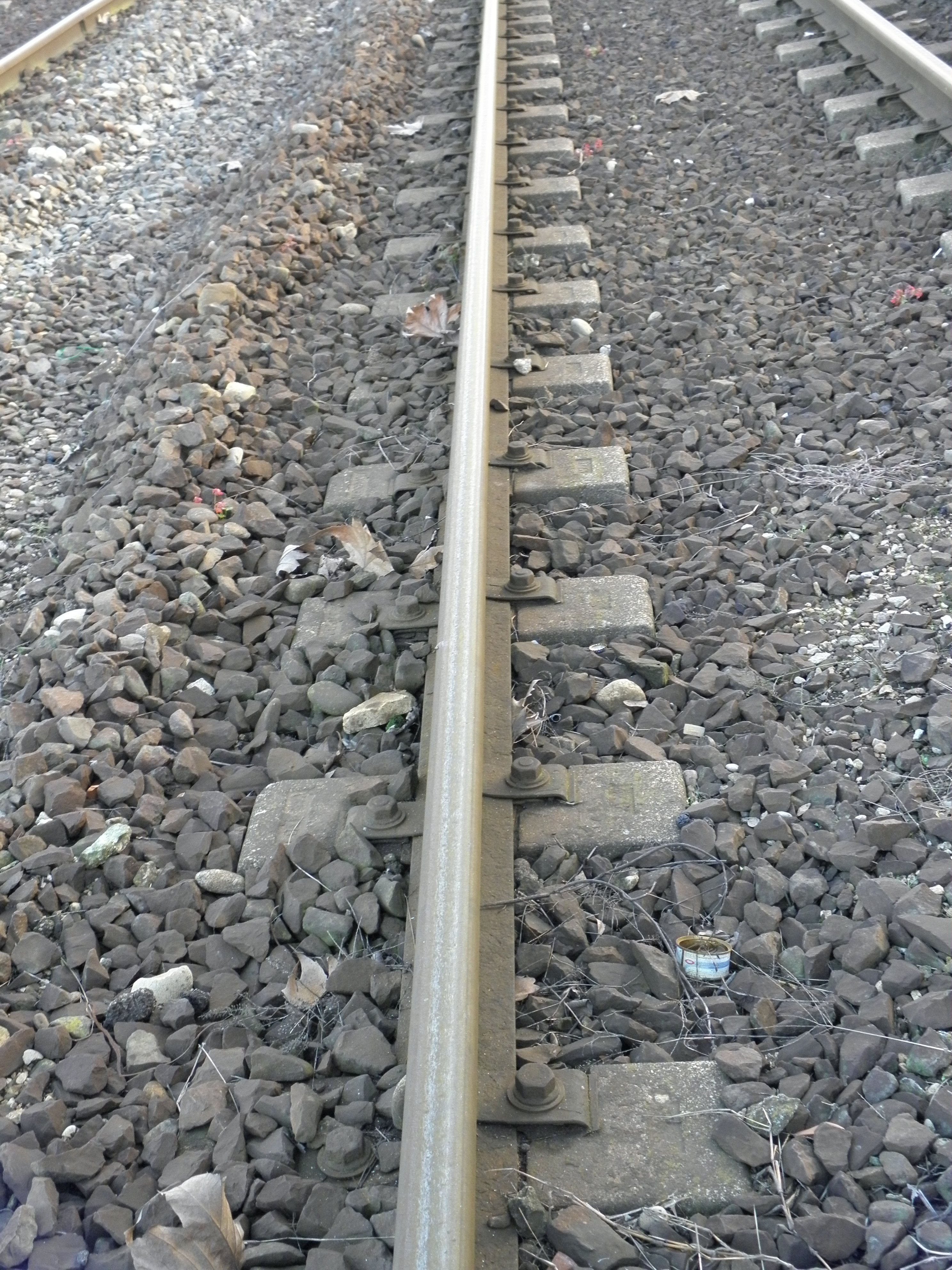
Traverse biblocco in ferro-cemento alla stazione di Rovereto-San Vito-Medelana

In alcuni casi vengono costruite e utilizzate anche delle traverse ibride in ferro-cemento costituite da due blocchetti di cemento, con gli ancoraggi della rotaia, unite tra loro alla distanza corretta di scartamento da una barra di profilato di ferro di sezione ridotta.
Le traverse biblocco sono più leggere in quanto formate da una minor quantità di materiale; hanno il pregio di avere un maggior incastro all'interno della massicciata ma sono in grado di assorbire un carico assiale minore. 
I vari tipi di traversa in ferro-cemento sono utilizzati soprattutto per ferrovie secondarie o tranvie data la minore attitudine a sopportare pesi assiali elevati; tuttavia in Francia sono state sviluppate anche per l'alta velocità.

## Traverse in cemento armato

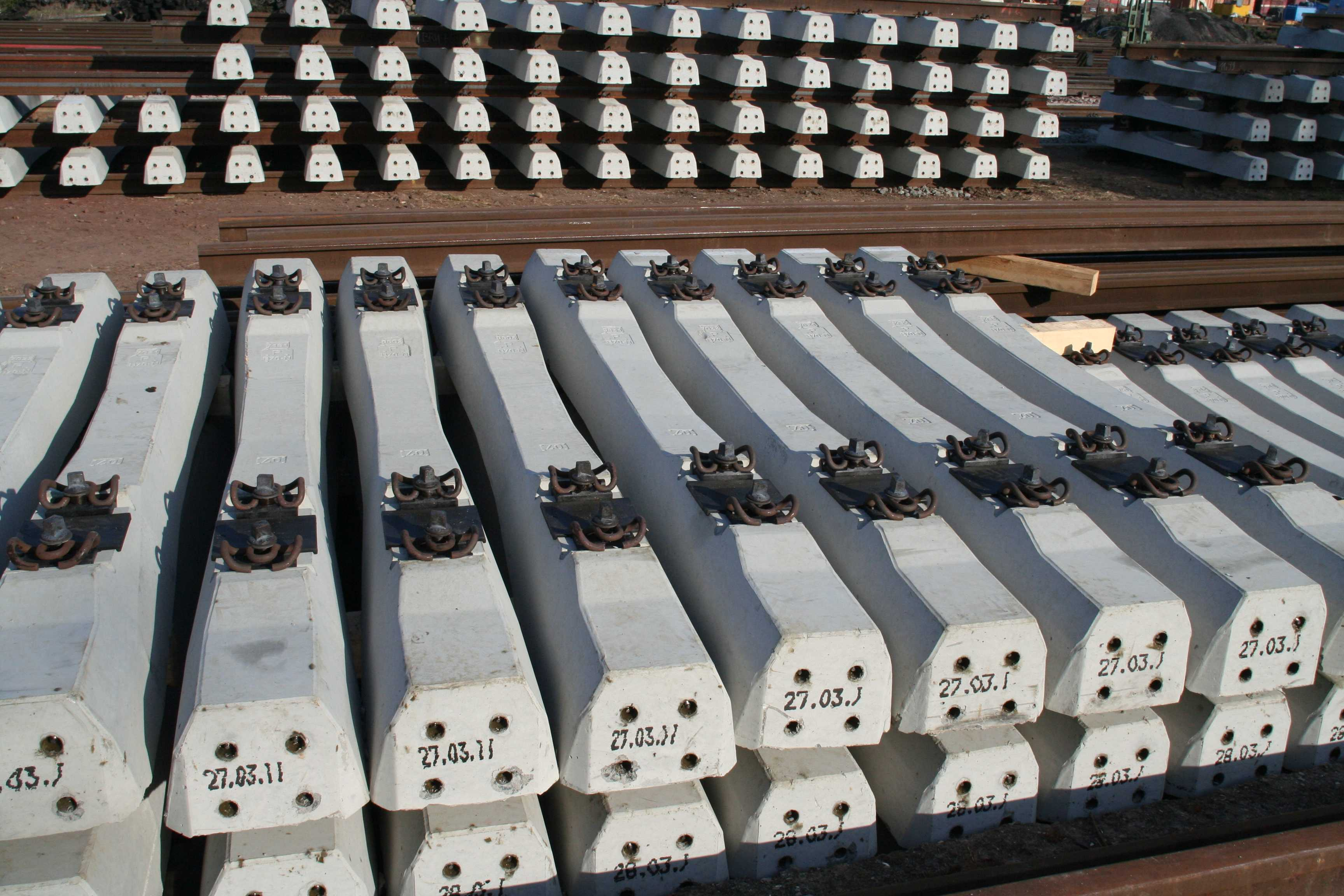
Traverse classiche in cemento armato precompresso, con attacchi premontati di tipo elastico, per rotaie UNI 60.

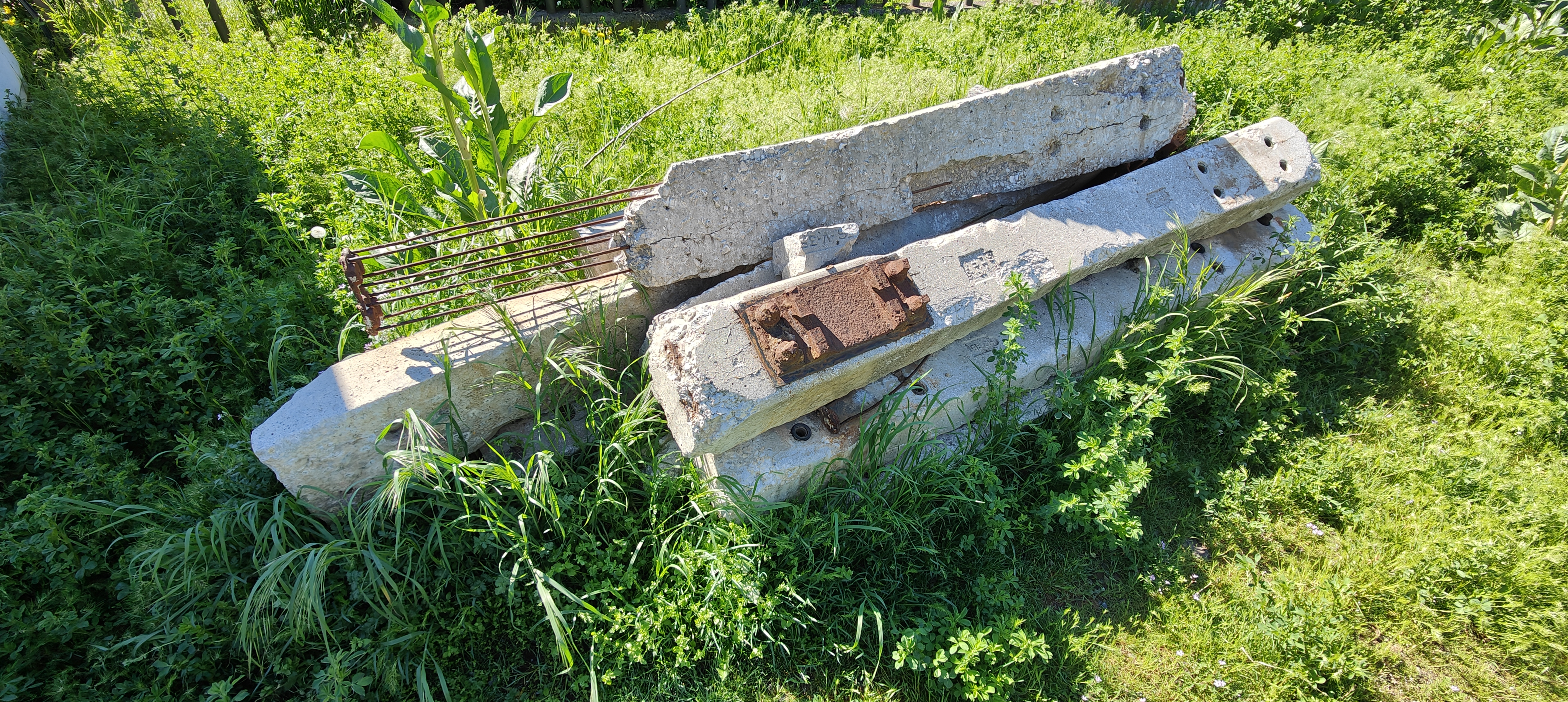
Vecchie traverse in cemento pre-compresso accantonate in Valle d'Aosta: visibile la struttura interna

Dagli anni sessanta (del XX secolo) si utilizzano sempre più traverse in cemento armato precompresso nelle nuove realizzazioni ferroviarie e nei lavori di ammodernamento al posto delle traverse in legno (laddove possibile).
Esse in virtù di una massa maggiore (da 220 a 400 kg) che garantisce una migliore stabilità nella posizione di montaggio e una migliore utilizzabilità per le operazioni meccanizzate di costruzione e manutenzione rappresentano ormai lo standard per tutte le linee ferroviarie importanti o ad alta velocità.

## Alternative alle traverse

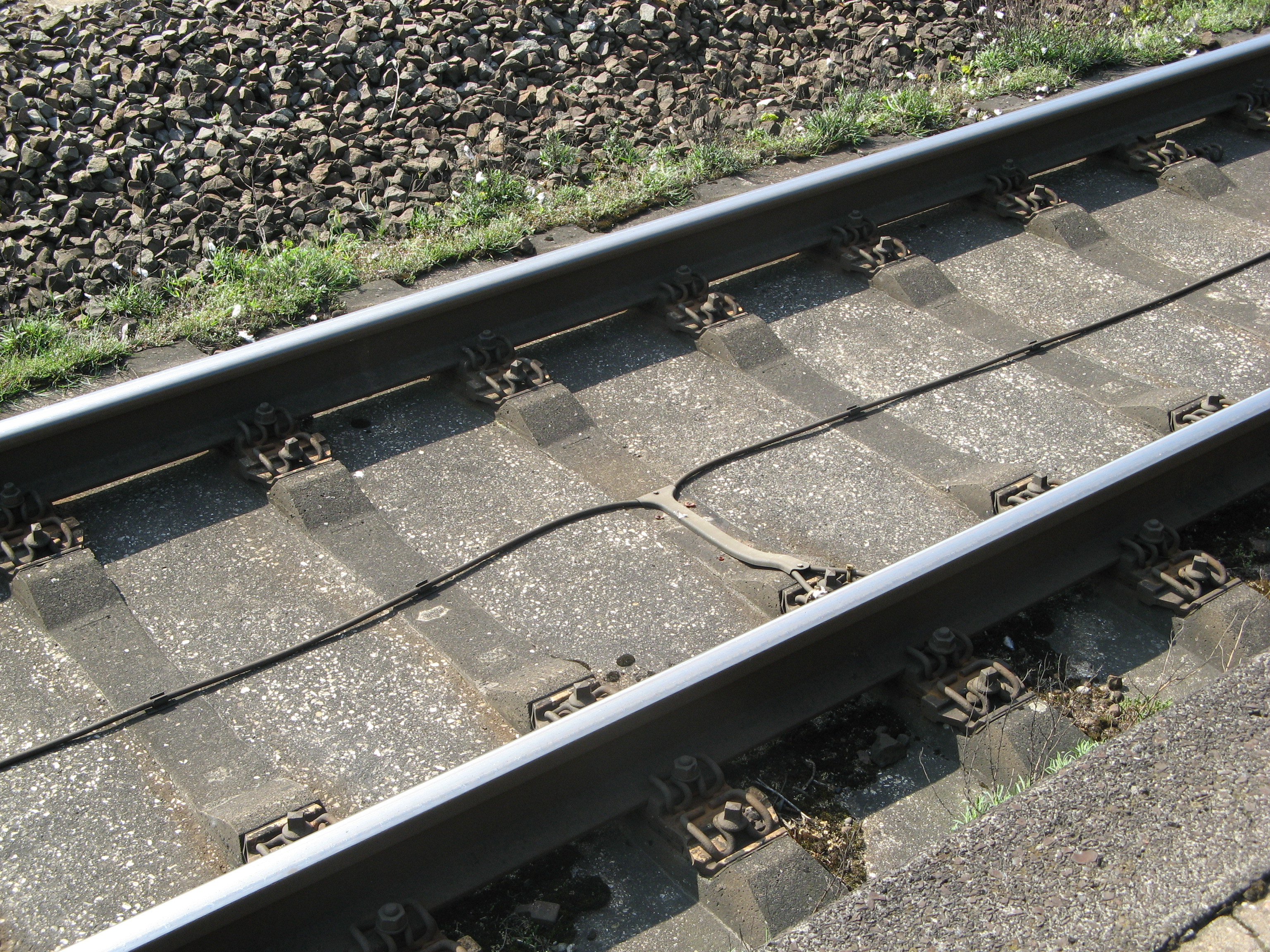
Plateau in cemento armato precompresso

Nella metà degli anni ottanta sono stati sviluppati diversi nuovi sistemi di costruzione come i plateau di cemento armato a moduli precompressi. Questi sono in sostanza dei lastroni di misura predefinita dai quali nella faccia superiore sporgono delle traverse integrate, in altri casi dei blocchetti di cemento armato o delle superfici di attacco alle quali sono poi fissate le rotaie in genere con sistemi di attacco elastico. Il vantaggio è costituito dall'assenza della massicciata, da un più stabile livellamento e dalla possibilità di circolazione di mezzi gommati in caso di emergenza.

## Traverse "ecologiche"
Dall'inizio degli anni duemila sono state implementate soluzioni alternative a quelle tradizionali impiegando materie plastiche di recupero per la produzione di traverse in plastica; in vari stati tra cui gli Stati Uniti d'America, la Cina e l'India è stata impiegata materia plastica proveniente da rifiuti riciclati producendo traverse in grado di essere utilizzate fino a velocità di 80 km/h.
Anche in Europa, in Germania, nel 2014 è stata avviata la produzione di traverse in plastica riciclata. In Italia è stata brevettata una traversa che utilizza un miscuglio di plastica e gomma proveniente da pneumatici usurati.

## Riutilizzo delle traverse
A causa dell'elevato contenuto di impregnanti nocivi alla salute le traverse in legno sono catalogate tra i materiali inquinanti e non ne è consentito l'utilizzo come legna da ardere. Un tempo questo era tuttavia l'utilizzo più diffuso.
Traverse di scarto sono state utilizzate anche come materiale da costruzione o recinzione di sostegno per muri ecc. 
A partire dagli anni ottanta le traverse ferroviarie possono essere utilizzate per diversi scopi forestali, in quanto sono un rifiuto recuperabile con il codice cer 17.02.04*. Ci sono aziende a norma di legge che lavorano per rendere la traversa materia prima evitando che dei pezzi di legno così grossi vengano mandati ai termovalorizzatori.